# يوليا ماناجاروفا
يوليا ماناجاروفا مواليد 27 سبتمبر 1988 في دنيبرو، هي لاعبة كرة يد أوكرانية روسية تلعب كجناح أيمن. مثلت منتخب أوكرانيا لكرة اليد للسيدات.

## سجل المنافسة
شاركت في البطولات التالية:
- بطولة أوروبا لكرة اليد للسيدات 2012

## الإنجازات
- دوري أبطال أوروبا لكرة اليد للسيدات:
  - نصف النهائي: 2012، 2013

## روابط خارجية
- يوليا ماناجاروفا على موقع الاتحاد الأوروبي لكرة اليد (الإنجليزية)
- يوليا ماناجاروفا على موقع أوليمبيديا (الإنجليزية)